# Enfermedades de herencia finlandesa
Las enfermedades de herencia finlandesa son un conjunto de  enfermedades o trastornos genéticos que son significativamente más comunes en personas cuyos antepasados son finlandeses étnicos, nativos de Finlandia, el norte de Suecia (Meänmaa) y el noroeste de Rusia (Karelia e Ingria). Hay 36 enfermedades raras consideradas enfermedades hereditarias finlandesas. Las enfermedades no se limitan a los finlandeses; Son enfermedades genéticas con una distribución mucho más amplia en el mundo, pero debido a los efectos fundadores y al aislamiento genético son más comunes en los finlandeses.
Dentro de Finlandia, estas enfermedades son más comunes en el este y el norte, lo que coincide con su mayor asociación con los finlandeses étnicos que con los suecos étnicos. La herencia finlandesa de la enfermedad no se extiende a otros grupos étnicos de la región, los sami y los carelios distintos de los carelios finlandeses . Se atribuye a un cuello de botella poblacional entre los antepasados de los finlandeses modernos, que se estima ocurrió hace unos 4000 años, presumiblemente cuando las poblaciones que practicaban la agricultura y la ganadería llegaron a Finlandia.
En Finlandia, aproximadamente una de cada cinco personas porta un defecto genético asociado con al menos una enfermedad de herencia finlandesa, y aproximadamente uno de cada 500 niños nacidos está afectado.  La mayoría de los defectos genéticos son autosómicos recesivos, de modo que si tanto la madre como el padre portan el mismo defecto, la probabilidad de que su hijo tenga la enfermedad asociada es de 1 de cada 4. La genética molecular de muchas de estas enfermedades se ha estudiado, permitiendo pruebas genéticas , pruebas prenatales y asesoramiento. Esto ha planteado cuestiones de bioética y eugenesia .

## Enfermedades
- APECED o poliendocrinopatía autoinmune tipo I.[5]
- Artrogriposis letal con enfermedad de las células del asta anterior
- Hiperplasia adrenal congénita[6]
- Enfermedad de Salla, también llamada enfermedad por depósito de ácido siálico libre.[7]
- Intolerancia a la proteína lisinúrica
- Displasia diastrófica[8]
- Hipoplasia de cartílago-cabello
- Intolerancia congénita a la lactosa. También llamada alactasia congénita, es una enfermedad rara que afecta a niños desde el momento del nacimiento. Los pacientes no pueden digerir la lactosa presente en la leche materna o en la leche procedente de fórmulas que contienen lactosa, presentando diarrea severa, pérdida de peso y deshidratación.[9] [10]
- Síndrome de Cohen
- Síndrome RAPADILINO
- Síndrome de Usher tipo 3.
- Síndrome PEHO
- Síndrome GRACILE
- Enfermedad de Vuopala
- Síndrome de contractura congénita letal
- Síndrome de Meretoja
- Síndrome de Meckel
- Síndrome nefrótico congénito,[11]